# Leo Varadkar

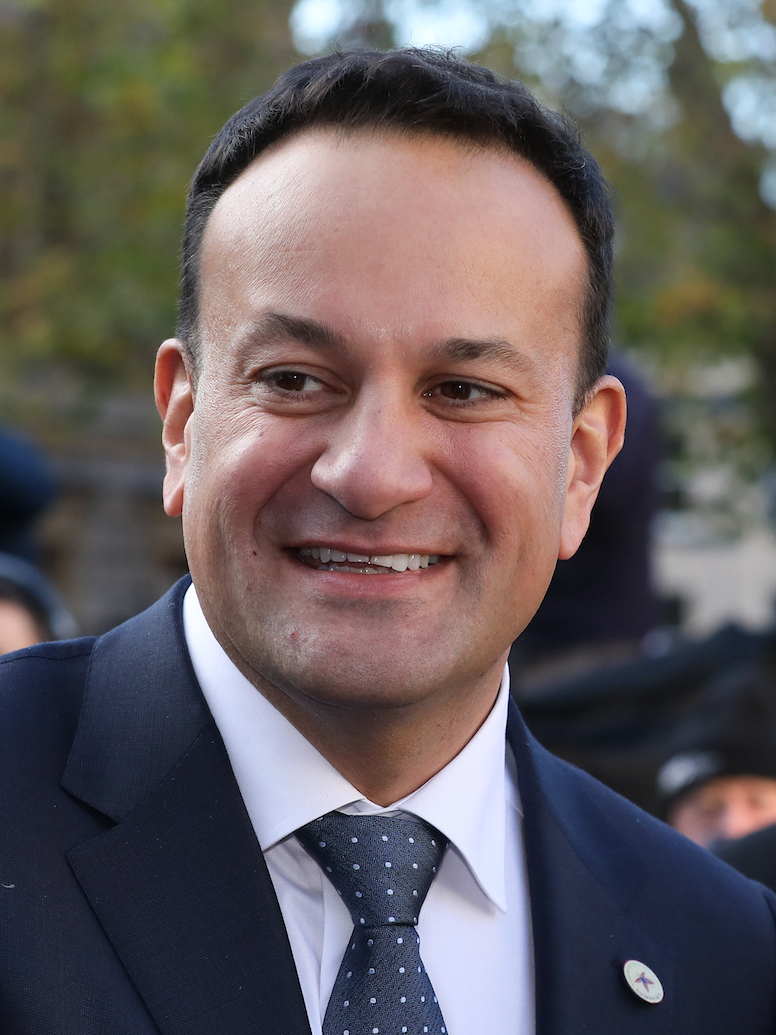
Leo Varadkar (2022)

Leo Eric Varadkar (* 18. Januar 1979 in Dublin) ist ein irischer Mediziner und Politiker. Seit 2007 ist er Abgeordneter des Dáil Éireann. Von 2017 bis 2024 war er Parteivorsitzender von Fine Gael. Vom 4. Juni 2017 bis zum 27. Juni 2020 war er Taoiseach (Regierungschef) und übte dieses Amt vom 17. Dezember 2022 bis zum 9. April 2024 erneut aus.

## Leben
Varadkar wuchs als Sohn eines in Bombay geborenen indischen Arztes und einer in Dungarvan geborenen irischen Krankenschwester in den Dubliner Vororten Blanchardstown und Castleknock auf. Er studierte Medizin am Trinity College Dublin und war als Arzt am Blanchardstown Hospital tätig.
Im Januar 2015 outete er sich an seinem 36. Geburtstag als erster Minister in der irischen Geschichte als schwul. Er wollte vor dem Referendum über die gleichgeschlechtliche Ehe klarstellen, dass es von ihm aus keine „versteckte Agenda“ gebe. Er wünschte sich, dass das Referendum positiv ausgehe, da er ein gleichwertiger Bürger in seinem eigenen Land sein wolle, was er zu diesem Zeitpunkt nicht gewesen sei. Sein Partner ist der Arzt Matthew Barrett.

## Politische Karriere
Seine politische Karriere begann Varadkar in der Young Fine Gael; dort war er unter anderem Mitglied des Vorstandes. Des Weiteren hatte er das Amt eines Vizepräsidenten der Youth of the European People’s Party inne.
Im Mai 2007 wurde Varadkar für die Fine Gael in den 30. Dáil Éireann gewählt. Zuvor war er seit Oktober 2003 Mitglied des Fingal County Council gewesen. Als Abgeordneter setzte er sich etwa durch den Ausbau und die Modernisierung des dortigen öffentlichen Verkehrs und die Eröffnung eines neuen Flügels am Blanchardstown Hospital für seinen Wahlbezirk Dublin West ein.
Am 9. März 2011 wurde er Minister für Verkehr, Tourismus und Sport in der neuen Regierung von Ministerpräsident Enda Kenny; seit der Regierungsumbildung vom 11. Juli 2014 war er Gesundheitsminister. Nachdem Kenny seinen Rücktritt angekündigt hatte, setzte Varadkar sich bei einer zwischen Ende Mai und Anfang Juni 2017 durchgeführten Wahl um die Nachfolge von Kenny als Parteivorsitzender gegen den einzigen Gegenkandidaten, Wohnungsbauminister Simon Coveney, durch. Damit wurde er der Nachfolger Kennys im Amt des Regierungschefs, das er am 14. Juni 2017 antrat. Seit dem 14. Juni 2017 war er zudem geschäftsleitend der Verteidigungsminister Irlands.
Varadkar setzte sich erfolgreich für die Legalisierung der Abtreibung in Irland ein.
Infolge des überraschenden Siegs der linksgerichteten Sinn Féin über die bürgerlichen Parteien bei den Wahlen zum Dáil Éireann 2020 bot Varadkar am 20. Februar 2020 seinen Rücktritt an. Bis zur Wahl seines Nachfolgers Micheál Martin von der Partei Fianna Fáil blieb er geschäftsführend im Amt. Ab dem 27. Juni 2020 war er Vizepremierminister und Minister für Unternehmen, Handel und Beschäftigung. Im Rahmen der Koalitionsvereinbarung von Fine Gael und Fianna Fáil ging Ende 2022 das Amt des Regierungschefs an ihn zurück. Er bildete die Regierung Varadkar II.
Am 20. März 2024 kündigte Varadkar an, aus persönlichen und politischen Gründen vom Amt des Regierungschefs und des Parteivorsitzenden zurückzutreten. Seine Regierung hatte einige Tage zuvor zwei Referenden über mögliche Verfassungsänderungen betreffend die Definition der Familie sowie die Rolle der Frau deutlich verloren. Varadkar hatte das Amt bis zum 9. April 2024 inne, als ihn Simon Harris ablöste.
Mitte Juli 2024 gab Varadkar bekannt, dass er bei den nächsten Parlamentswahlen nicht antreten werde. Er habe sich selbst nie als Berufspolitiker gesehen und es sei an der Zeit für ihn, neue Optionen und Möglichkeiten zu erkunden.

## Soziales Engagement
Im Zuge der COVID-19-Pandemie in Irland 2020 engagierte sich Varadkar als freiwilliger Helfer bei den Gesundheitsdiensten. Er werde an einem Tag pro Woche als Freiwilliger im Einsatz sein, teilte ein Regierungssprecher am 5. April 2020 in Dublin mit. Nach Informationen der Irish Times half Varadkar in der Telefonberatung von Patienten aus.